# Johnny Exantus
Johnny Exantus (Nasceu em 24 de Novembro de 1989, em Porto Príncipe) é um jogador de futebol haitiano. Atua no Montegnée da Bélgica.